# Lípa u Kopeckých
Lípa u Kopeckých byl památný strom. Lípa malolistá (Tilia cordata) rostla na severním okraji zahrádkářské osady v Těšovicích (okres Sokolov, Karlovarský kraj) ve skupině s jasanem ztepilým v nadmořské výšce 445 m. Koruna sahala do výšky 21,5 m, obvod kmene měřil 329 cm (měření 2008). Chráněna byla od roku 2007 do roku 2013. Strom měl v dolní části kmene ošetřenou velkou ránu po vylomené větvi. Z důvodu zhoršeného zdravotního stavu byla v říjnu 2013 právní ochrana zrušena. Ponecháním ve špatném stavu hrozilo vysoké riziko možné zdravotní a majetkové újmy v případě pádu větví nebo celého stromu, protože strom rostl v zahradě v těsné blízkosti zahradního domku. 
Strom byl proto v dubnu 2014 pokácen.

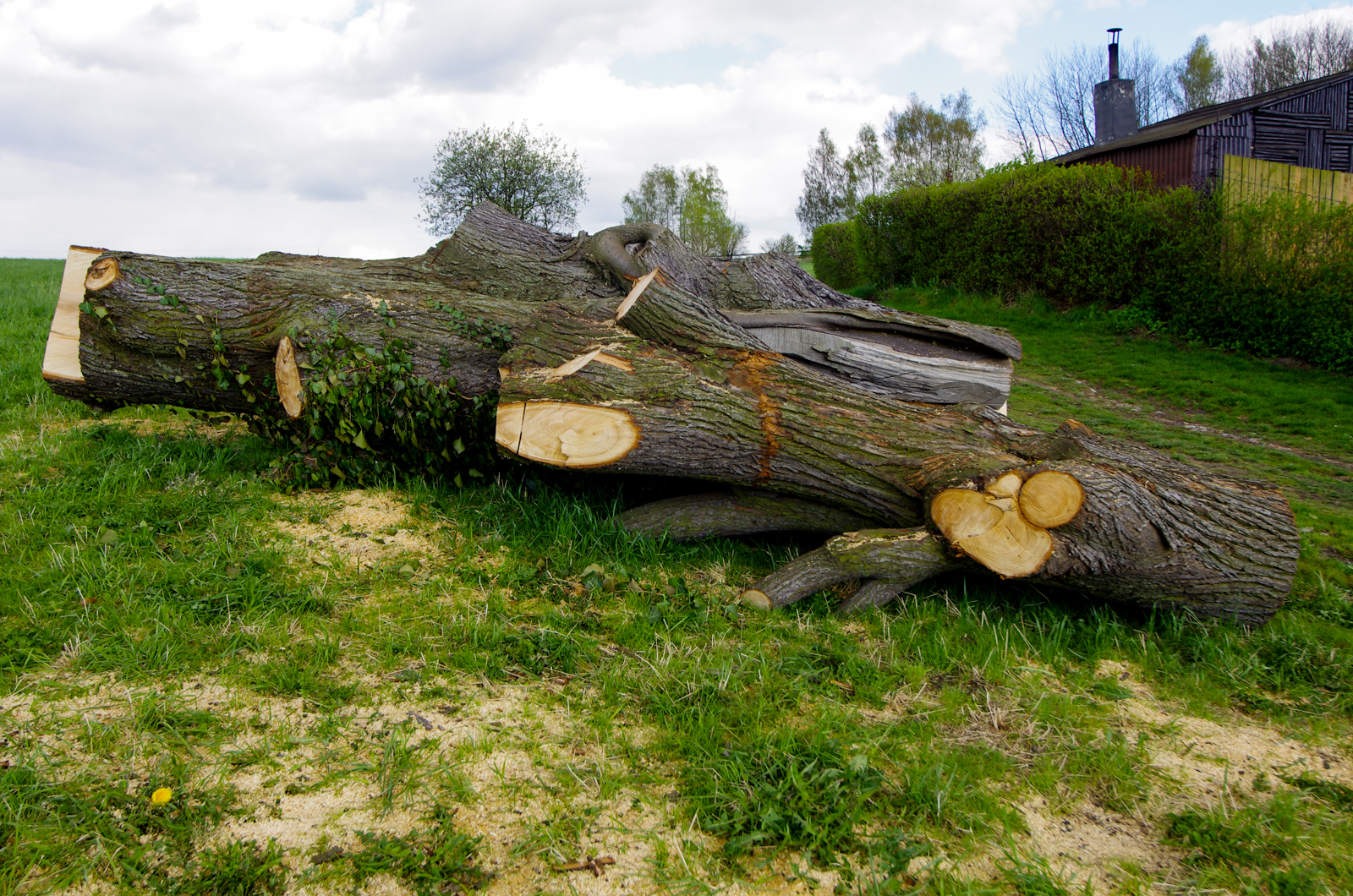
Lípa u Kopeckých - duben 2014

## Stromy v okolí
- Jilm pod Starou Ovčárnou (zaniklý)
- Dub u chemičky
- Stříbrný javor v Husových sadech
- Dub na Novině
- Dub ve Starém Sedle